# Mogera hainana
Mogera hainana — вид комахоїдних ссавців родини кротових (Talpidae). Ареал: Хайнань, Китай. Таксон відокремили від M. insularis.
Філогенетичні дослідження показали що M. hainana є сестринським видом до M. kanoana, а вже потім клада M. hainana + M. kanoana є сестринською до M. insularis.